# Eurocopter HH-65 Dolphin
Eurocopter HH-65 Dolphin je dvomotorni helikopter za iskanje in reševanje. Razvit je bil iz Eurocopter AS365 Dauphin. Dolphine so sestavljali v Grand Prairie v ameriški zvezni državi Teksas. Glavni uporabnik HH-65 je Ameriška obalna straža (USCG), ki operira s 102 helikopterji.
HH-65 ima štirikraki glavni rotor in fenestron repni rotor.

## Specifikacije(MH-65C)
Podatki iz United States Coast Guard
Splošne značilnosti
- Posadka: 2 pilota in 2 reševalca
- Dolžina: 11,6 m (38 ft 1 in)
- Višina: 4 m (13 ft 1 in)
- Teža praznega letala: 3.128 kg (6.896 lb)
- Maks. vzletna teža: 4.300 kg (9.480 lb)
- Pogon letala: 2 × Turbomeca Arriel 2C2-CG turbogredni motor, 636 kW (853 hp) vsak
- Premer glavnega rotorja:  11,9 m (39 ft 1 in)
- Površina glavnega rotorja: 38,54 m2 (414,8 sq ft)

Zmogljivost
- Maks. hitrost: 324 km/h; 201 mph (175 kn)
- Doseg: 658 km (409 mi; 355 nmi)
- Višina leta: 5.486 m (17.999 ft)

Oborožitev

- Strelno orožje:
- 1 x 7,62 mm M240 strojnica
- 1 x Barrett M107 050 in (1.270,00 mm) puška